# Afrolidia boukokoensis
Afrolidia boukokoensis är en insektsart som beskrevs av Nielson 1992. Afrolidia boukokoensis ingår i släktet Afrolidia och familjen dvärgstritar. Inga underarter finns listade i Catalogue of Life.